# Diàsies
Les Diàsies (en grec antic: Δῑάσια) eren unes festes de gran importància que se celebraven a Atenes, fora de les murades de la ciutat, en honor de Zeus Meliqui (Μειλίχιος 'propici'), segons que diu Tucídides.
Era el més gran dels festivals atenesos abans de l'època de Soló (630-560 aC, i tenia un caràcter propiciatori. Hi participava tot el poble, i els rics oferien víctimes pels sacrificis mentre que els pobres cremaven encens i portaven ofrenes del seu país, encara que Tucídides diu, erròniament, que oferien pastissos en forma d'animals. Se celebrava a la segona meitat del mes d'Antesterió, i anava acompanyat d'una fira.
A la segona meitat del segle vii aC, un oracle va aconsellar Ciló, un noble atenès que volia enderrocar els alcmeònides, d'ocupar l'acròpoli d'Atenes durant les festes més importants pels atenesos. Ciló va interpretar que ho havia de fer durant els Jocs Olímpics, en comptes de fer-ho durant les Diàsies, i per aquest motiu el cop no va prosperar.